# ジョン・ハワード (初代ノーフォーク公)
初代ノーフォーク公ジョン・ハワード（英語: John Howard, 1st Duke of Norfolk, KG, 1425年頃 - 1485年8月22日）は、イングランドの貴族、廷臣。
リチャード3世を支持して1483年にノーフォーク公に叙せられたが、1485年にはリチャード3世ともどもボズワースの戦いで敗死した。ノーフォーク公ハワード家の祖にあたる。

## 経歴

### ノーフォーク住民と対立
1420年から1430年頃、サー・ロバート・ハワードとその妻マーガレット（初代ノーフォーク公トマス・モウブレーの娘）の一人息子として生まれた。生年は諸説あり1420年代初め、または1425年頃、1430年頃とされ確定していない。
1452年から1453年にかけて初代シュルーズベリー伯爵ジョン・タルボットのガスコーニュ遠征軍に従軍し、百年戦争最後の戦いであるカスティヨンの戦いに参戦した。
1455年にはノーフォークから選出されて庶民院議員となった。ところがこの選出に住民から反発され、1461年にノーフォークのシェリフに任命された時にも住民の怒りを買い、同年庶民院議員に当選したノーフォークのジェントリ・ジョン・パストンとハワードは口論になり、ハワードの部下が刃傷沙汰を起こす騒ぎになった。この騒動は国王エドワード4世の耳に入り、初めパストンが投獄されたが友人たちの尽力で釈放、逆にハワードが投獄された。こうしたハワード家の脆弱性は、ノーフォークを含むイースト・アングリアには既にパーシー家、ド・ラ・ポール家が根を下ろしていたため、新規参入のハワード家に立ち入る余地が無かったからと推測される。

### ヨーク派に仕え出世
薔薇戦争ではヨーク派に属し、1461年3月に即位したヨーク派のエドワード4世を支持し、ランカスター派と戦った。タウトンの戦いにも参加した。エドワード4世の寵臣となり、同年にナイトに叙されるとともにノーフォークとサフォークのシェリフ、ノリッジ城とコルチェスター城の城守（Constable）に任じられた。さらに1467年にはオックスフォードシャーのシェリフ、同年から1474年にかけては王室会計長官を務めた。
1470年にはハワード男爵に叙せられ、1471年にヘイスティングス男爵ウィリアム・ヘイスティングスと共にカレー鎮撫に努め、1472年にはガーター勲章を受勲した。しばしばフランスへの外交使節にも登用された一方、フランス王ルイ11世から金を受け取った記録が残っている。1481年のスコットランド遠征にも従軍、イングランド艦隊を率いて海上からフォース湾に侵入、敵の小艦隊を撃沈するなど損害を与えたが、エドワード4世の出撃が遅れ陸上との連携が無かったため成果は上がらなかった。
この頃からエドワード4世の弟でグロスター公リチャード（後のリチャード3世）に接近していく。1474年頃にグロスター公と共謀して第12代オックスフォード伯ジョン・ド・ヴィアーの未亡人エリザベスを脅迫、所領を奪い取った。1478年に母方のモウブレー家の男系が断絶、エドワード4世が次男のヨーク公リチャードをモウブレー家の女子相続人アン・モウブレーと結婚させ、モウブレー家の遺産の大半をヨーク公の所有にしたことが不満で、エドワード4世が死んだ1483年にグロスター公からモウブレー家の爵位・財産と引き換えに協力を持ち掛けられた。

### ノーフォーク公叙爵以後
1483年のエドワード5世の退位問題の際には追い落とす側のリチャード3世を支持したため、その功で同年6月28日にノーフォーク公に叙せられた。臣民への公爵位授与は彼が最初であった。リチャード3世のクーデターには息子のトマスと共に加担、ヘイスティングス男爵の拘束とエドワード4世の未亡人エリザベス・ウッドヴィルの逃亡先のウェストミンスター寺院包囲を実行、エリザベスの次男ヨーク公を差し出させ、兄のエドワード5世共々ロンドン塔へ監禁した。エドワード4世の愛人ジェーン・ショアも拘束して財産を没収、一連の働きでハワード父子はリチャード3世から叙爵、ジョンはノーフォーク公に、トマスはサリー伯爵にそれぞれ叙された。また軍務伯、海軍卿などの重職に任じられている。
同年10月にバッキンガム公ヘンリー・スタッフォードの反乱と連動で発生したケントの反乱には鎮圧に当たり、反乱の早期鎮圧に協力した、翌1484年頃には貴族院の決定により母方のモウブレー家から議会招集令状による爵位（男子がなく女子のみある場合に姉妹間に優劣がない女系継承が可能）であるモウブレー男爵とセグレイヴ男爵を継承した。同年に孫のトマスとリチャード3世の姪アン王女（エドワード4世の五女でエドワード5世とヨーク公の妹）との婚約まで結んだ（結婚は1495年）。
しかし、ノーフォークのパストン家とは協力関係を築くことが出来ず、リッチモンド伯ヘンリー・テューダー（後のヘンリー7世）とリチャード3世の決戦が迫るとノーフォークのジェントリに召集を呼びかけ、かつて衝突したジョン・パストンの同名の次男ジョン・パストンにも召集を命じたが、パストンが戦場に現れなかったことは最後までノーフォークを掌握出来なかったことを示している（パストン家のかつての庇護者だった第13代オックスフォード伯ジョン・ド・ヴィアーがヘンリー・テューダー側にいたため、どちらにも味方出来ないという事情もあった）。1485年8月22日のボズワースの戦いで最前列を指揮、オックスフォード伯の部隊と交戦したが、最終的にリチャード3世と共に戦死した。
テッドフォードの小修道院に埋葬されたが、後の宗教改革の際にどこか（恐らくフラムリンガム教会の孫・トマス・ハワードの墓所だろう）に移葬されてしまった。彼の墓所は分からなくなってしまったが、最初の妻キャサリン・モリンズの真鍮記念碑だけは今でもサフォークで見る事ができる。
死後、ノーフォーク公はヘンリー7世に剥奪され、子のトマスもロンドン塔に投獄された。後にトマスは釈放されたが、ノーフォーク公を取り戻すには1514年を待たなければならなかった。
ボズワースの決戦前夜にトマス・スタンリー男爵とノーサンバランド伯ヘンリー・パーシーの中立を暗示するメモが手元に残されたと言われるが、真偽は不明。

## 栄典

### 爵位
1470年10月15日に以下の爵位を新規に与えられた。
- 初代ハワード男爵 (1st Baron Howard)
(議会招集令状（英語版）によるイングランド貴族爵位)

1483年6月28日に以下の爵位を新規に与えられた。
- 初代ノーフォーク公爵 (1st Duke of Norfolk)
(勅許状によるイングランド貴族爵位)

1484年頃にアン・モウブレーの死去後保持者不在となっていた以下の爵位を継承した。
- 第12代モウブレー男爵 (12th Baron Mowbray)
(議会招集令状によるイングランド貴族爵位)
- 第13代セグレイヴ男爵 (13th Baron Segrave)
(議会招集令状によるイングランド貴族爵位)

### 勲章
- 1472年、ガーター騎士団(勲章)ナイト(KG)[1][2]

## 家族
1442年にキャサリン・モリンズ（1424年 - 1465年、ウィリアム・ドゥ・モリンズとマージョリー・ウェルズブラウの娘）と結婚、以下の1男4女を儲けた。
1. 長男トマス（1443年 - 1524年） - 第2代ノーフォーク公に復権
2. 長女アン（生没年不詳） - エドマンド・ゴーゲスと結婚
3. 次女イサベル（生没年不詳） - サー・ロバート・モーティマーと結婚
4. 三女ジェーン (生没年不詳)
5. 四女マーガレット（生没年不詳） - サー・ジョン・ウィンダムと結婚

1467年にマーガレット・チェドワース（1436年 - 1494年、ジョン・チェドワース卿とマーガレット・バウエットの娘）と再婚、娘を1人儲けた。
1. 五女キャサリン（? - 1536年） - 第2代バーナーズ男爵ジョン・バウチャー（英語版）と結婚